# جو لوغان
جو لوغان (بالإنجليزية: Joe Logan)‏ هو مدرب كرة سلة أمريكي، ولد في 28 يناير 1974 في فيلادلفيا في الولايات المتحدة.